# Stadion Pampeloponnisiako
Stadion Pampeloponnisiako – wielofunkcyjny stadion sportowy w Patras, w Grecji. Pojemność obiektu wynosi 23 588 widzów. Stadion został oddany do użytku w 1981 roku. W latach 2002–2004 kosztem 30 mln € przeprowadzono gruntowną rozbudowę areny. Obiekt wyposażony jest w sztuczne oświetlenie, a część zachodniej trybuny posiada zadaszenie. Na stadionie rozegrano część spotkań turnieju piłkarskiego na Igrzyskach Olimpijskich 2004.